# Abdi Nageeye
Abdi Nageeye (Mogadiscio, 2 marzo 1989) è un maratoneta e mezzofondista olandese.

## Biografia
Nato in Somalia, all'età di sei anni si è rifugiato per la prima volta nei Paesi Bassi insieme al fratello; in seguito ha vissuto in Siria e nella natia Somalia, prima di fare ritorno nei Paesi Bassi ed essere adottato da una famiglia di Oldebroek.
Ai Giochi olimpici di Tokyo 2020 ha vinto la medaglia d'argento nella maratona, terminando dietro soltanto al campione in carica Eliud Kipchoge e precedendo sul podio il compagno di allenamento e amico Bashir Abdi.

## Palmarès
| Anno | Manifestazione   | Sede           | Evento         | Risultato | Prestazione | Note                                     |
| ---- | ---------------- | -------------- | -------------- | --------- | ----------- | ---------------------------------------- |
| 2009 | Europei under 23 | Kaunas         | 1500 m piani   | 11º       | 3'53"04     |                                          |
| 2009 | Europei under 23 | Kaunas         | 5000 m piani   | 4º        | 14'03"87    |                                          |
| 2011 | Europei under 23 | Ostrava        | 5000 m piani   | 19º       | 14'44"35    |                                          |
| 2012 | Europei          | Helsinki       | 10000 m piani  | 13º       | 29'05"12    |                                          |
| 2016 | Europei          | Amsterdam      | Mezza maratona | 6º        | 1h03'43     |                                          |
| 2016 | Giochi olimpici  | Rio de Janeiro | Maratona       | 11º       | 2h13'01"    |                                          |
| 2018 | Europei          | Berlino        | Maratona       | dnf       | dnf         |                                          |
| 2021 | Giochi olimpici  | Tokyo          | Maratona       | Argento   | 2h09'58"    | Miglior prestazione personale stagionale |
| 2022 | Mondiali         | Eugene         | Maratona       | dnf       | dnf         |                                          |
| 2023 | Mondiali         | Budapest       | Maratona       | dnf       | dnf         |                                          |
| 2024 | Giochi olimpici  | Parigi         | Maratona       | dnf       | dnf         |                                          |
| 2024 | AWMM             | New York City  | Maratona       | 1º        | 2h07'39     |                                          |

## Campionati nazionali
2008
- 5º ai campionati olandesi, 5000 m piani - 14'36"82
- 6º ai campionati olandesi indoor, 3000 m piani - 8'33"82

2009
- Bronzo ai campionati olandesi, 5000 m piani - 14'11"83
- Bronzo ai campionati olandesi indoor, 3000 m piani - 8'20"50

2012
- Oro ai campionati olandesi, 5000 m piani - 14'25"83

## Altre competizioni internazionali
2014
- Bronzo alla Enschede ( Enschede) - 2h11'33"

2015
- 9º alla Maratona di Rotterdam ( Rotterdam) - 2h12'33"
- 8º alla Maratona di Amsterdam ( Amsterdam) - 2h10'24"
- 10º alla Roma-Ostia ( Roma) - 1h02'40"

2016
- 6º alla Maratona di Boston ( Boston) - 2h18'05"

2017
- 9º alla Maratona di Rotterdam ( Rotterdam) - 2h09'34"
- 9º alla Maratona di Amsterdam ( Amsterdam) - 2h08'16"

2018
- 7º alla Maratona di Boston ( Boston) - 2h23'16"

2019
- Oro alla Kagawa Marugame Half Marathon ( Marugame) - 1h00'24"
- 4º alla Maratona di Rotterdam ( Rotterdam) - 2h06'17"
- 9º alla Maratona di Amsterdam ( Amsterdam) - 2h07'39"

2020
- 15º alla Maratona di Valencia ( Valencia) - 2h07'09"

2022
- Oro alla Maratona di Rotterdam ( Rotterdam) - 2h04'56"

2023
- 4º alla Maratona di New York ( New York) - 2h10'21"
- Bronzo alla Maratona di Rotterdam ( Rotterdam) - 2h05'32"
- 7º alla Mezza maratona di Barcellona ( Barcellona) - 1h01'10"

2024
- Oro alla Maratona di New York ( New York) - 2h07'39"
- Oro alla Maratona di Rotterdam ( Rotterdam) - 2h04'45"

2025
- 4º alla Maratona di Londra ( Londra) - 2h04'20"
- 8º alla Mezza maratona di Barcellona ( Barcellona) - 1h00'58"